# Jerome Chen
Jerome Chen es un supervisor y director de efectos visuales por ordenador sinoestadounidense. Es miembro fundador de Sony Pictures Imageworks.
También comparte varias patentes para captura de movimiento facial/corporal y tecnologías de cámara interactiva.

## Filmografía
| Año  | Título                                    | Notas                                                                        | Ref.                            |
| ---- | ----------------------------------------- | ---------------------------------------------------------------------------- | ------------------------------- |
| 1993 | En la línea de fuego                      | Animador sénior de gráficos por computadora                                  |                                 |
| 1993 | El informe Pelícano                       | Animador principal                                                           |                                 |
| 1993 | Mira quién habla ahora                    | Animador de gráficos por computadora                                         |                                 |
| 1995 | El reino de las tinieblas                 | Supervisor de gráficos por computadora                                       |                                 |
| 1996 | James and the Giant Peach                 | Supervisor de gráficos por computadora                                       |                                 |
| 1996 | Phenomenon                                | Diseñador técnico sénior                                                     |                                 |
| 1996 | The Ghost and the Darkness                | Supervisor técnico sénior                                                    |                                 |
| 1997 | Contact                                   | Supervisor de gráficos por computadora                                       |                                 |
| 1998 | Godzilla                                  | Supervisor de efectos digitales                                              |                                 |
| 1999 | Stuart Little                             | Supervisor de efectos visuales                                               | [ 5 ] [ 6 ]                     |
| 2001 | Fainaru fantajî X                         | Supervisor sénior de efectos visuales; sin acreditar; videojuego             |                                 |
| 2002 | Stuart Little 2                           | Supervisor sénior de efectos visuales                                        |                                 |
| 2004 | The Polar Express                         | Supervisor sénior de efectos visuales                                        |                                 |
| 2006 | Last Holiday                              | Supervisor de efectos visuales                                               |                                 |
| 2007 | Beowulf                                   | Supervisor sénior de efectos visuales                                        | [ 7 ] [ 8 ] [ 9 ] [ 10 ] [ 11 ] |
| 2012 | The Amazing Spider-Man                    | Supervisor de efectos visuales de producción                                 | [ 12 ]                          |
| 2014 | The Amazing Spider-Man 2: Rise of Electro | Supervisor de efectos visuales de producción                                 | [ 13 ] [ 14 ]                   |
| 2014 | Fury                                      | Supervisor de efectos visuales                                               |                                 |
| 2016 | Escuadrón Suicida                         | Supervisor de efectos visuales de producción                                 |                                 |
| 2017 | Jumanji: Welcome to the Jungle            | Supervisor de efectos visuales de producción                                 | [ 15 ] [ 16 ] [ 17 ]            |
| 2019 | Men in Black: International               | supervisor de producción de efectos visuales; supervisor de efectos visuales | [ 18 ] [ 19 ] [ 20 ]            |

| Año  | Título               | Notas                                             | Ref.                 |
| ---- | -------------------- | ------------------------------------------------- | -------------------- |
| 2019 | Love, Death & Robots | Serie de televisión corta (1 episodio - Lucky 13) | [ 21 ] [ 22 ] [ 23 ] |

| Año  | Título                                  | Notas                            |
| ---- | --------------------------------------- | -------------------------------- |
| 2008 | A Hero's Journey: The Making of Beowulf | Cortometraje documental en video |

| Año  | Título            | Notas                               |
| ---- | ----------------- | ----------------------------------- |
| 2012 | Made in Hollywood | Serie de televisión - episodio #8.8 |

## Premios y distinciones
Premios Óscar
| Año  | Categoría                | Película      | Resultado |
| ---- | ------------------------ | ------------- | --------- |
| 2000 | Mejores efectos visuales | Stuart Little | Nominado  |

| Año  | Premio                       | Categoría                                              | Obra                       | Resultado | Ref.   |
| ---- | ---------------------------- | ------------------------------------------------------ | -------------------------- | --------- | ------ |
| 1998 | Premios Saturn               | Mejores Efectos Especiales                             | Contact                    | Nominado  | [ 25 ] |
| 1998 | Premios Annie                | Logro individual destacado por la animación de efectos | Godzilla                   | Nominado  | [ 26 ] |
| 1998 | International Monitor Awards | Estrenos teatrales - Efectos visuales electrónicos     | Contact                    | Ganador   | [ 27 ] |
| 1998 | OFTA Film Award              | Mejores Efectos Especiales                             | Contact                    | Nominado  | [ 28 ] |
| 2000 | Premios Saturn               | Stuart Little                                          | Mejores Efectos Especiales | Nominado  | [ 29 ] |
| 2000 | Premios Satellite            | Stuart Little                                          | Mejores Efectos Especiales | Nominado  | [ 30 ] |
| 2007 | Premios Satellite            | Beowulf                                                | Mejores Efectos Especiales | Ganador   | [ 31 ] |